# Miron Kiropol
Miron Kiropol (n. 29 septembrie 1936, București, România – d. 18 iunie 2020, Paris, Franța) a fost un poet, prozator, pictor și traducător român, stabilit în Franța.

## Biografie
Miron Kiropol s-a născut în București. Părinții săi au fost Elena, născută Stanciu, și Simion Chiropol, plutonier de jandarmi. A studiat la Liceul „Dimitrie Cantemir” din București în perioada 1951-1954, iar între anii 1955-1956 a urmat cursurile Facultății de Litere la Universitatea din București, pe care le-a abandonat după primul an.

### Cariera în România
A lucrat ca arhivar, bibliotecar și corector la revista Gazeta literară. A debutat cu versuri în anul 1963, în revista Contemporanul. Debutul editorial a avut loc în 1967, prin volumul de versuri Jocul lui Adam, urmat, în anul 1968, de Schimbarea la față.
În septembrie 1968, sub pretextul unei invitații la un colocviu de poezie ce urma să aibă loc în Belgia, Miron Kiropol a părăsit România, sprijinit de Pierre Emmanuel și Vintilă Horia, pentru a scăpa de opresiunea regimului comunist. S-a stabilit definitiv în Franța, a solicitat azil politic.
La scurt timp după aceasta, în 1969 a fost publicat în România volumul de versuri Rosarium, care însă a fost imediat retras de la difuzare și distrus. Cu toate acestea, Rosarium nu s-a pierdut definitiv, el fiind cuprins ulterior, alături de Jocul lui Adam și Schimbarea la față, în volumul intitulat Rosarium redividus publicat la Editura Timpul (2022), o „trilogie poetică” ce cuprinde poeziile din „perioada românească” a lui Miron Kiropol.

### Cariera în Franța
Miron Kiropol s-a afirmat în primii ani de exil în Franța ca pictor. După ce o perioadă a lucrat ca paznic la Muzeul de Artă Modernă de la Beaubourg, a început să picteze. Picturile lui au fost expuse la Muzeul internațional de Artă naivă Anatole-Jakovsky din Nice, la Galeria Cérès Franco și la Galeria Carpentras din sudul Franței.
A revenit la literatură în 1972, cu volumul Sur le visage rédempteur (Paris, 1972). Au urmat volumele:
- Dieu me doit cette perte (Paris, 1983);
- Auguste nostalgie du sang (Paris, 1986);
- Chasteté régnante (Paris, 1987);
- Le Rang johannique (1989);
- Apophtegmes de l’amour (Paris, 1989);
- Diotima, vol. I: Les morts s’en melant (Paris, 1991).

Începând cu 1992 a publicat mai multe cărți în limba română, printre care:
- Această pierdere (București, 1992);[8]
- Făt-Frumos din lacrimă, I-II (București, 1994-1996);
- Augusta nostalgie a sângelui – Auguste nostalgie du sang, ediție bilingvă, (Oradea, 1997);
- Diotima, vol. I și II (Cogito 1997, 1998)
- Solitudinea lui Eros (București, 1998);
- Ceea ce sferele gândesc despre noi (Iași, 1999);
- Metopă (Timișoara, 2001);
- Ioana d’Arc (Botoșani, 2001);
- Povestea deviaționistului, I (Iași, 2003);
- Poezii și variante (Timpul, 2003 – bilingv)
- Cerul ca unică ispită (Vinea, 2004);
- Când noaptea e mai lungă în om ca noaptea (Criterion, 2006);
- Fortăreața (Timpul, 2009);
- Împerecheat cu sabia (Timpul, 2012);
- Aur în sită (Timpul, 2014);
- Numele pietrelor sfinte (Timpul, 2016),
- Spini din care mă câștig (Vinea, 2017);
- La marginea focului extrem (Vinea, 2018);
- Cuvinte strigându-și cenușa (Vinea, 2019).

Deși nu a mai publicat în limba română până în 1992, Miron Kiropol a continuat să scrie în limba română, dovadă fiind caietele manuscris Poezii, datate 1981 și 1983, și alte materiale aflate în colecția „Miron Kiropol” din cadrul Muzeului Cărții și Exilului Românesc.
Miron Kiropol a tradus în limba franceză următoarele volume:
- George Bacovia, Plumb/Plomb= (Editura Timpul, 2000);
- Comment lire Eminescu en français (București, 2001);
- Mircea Dinescu, Trente-deux poésies (Paris, 2001);
- Constantin Abăluță, Poeme primitive (poèmes primitifs) (Editura Vinea, 2003).

În limba română a tradus volumele Poeți francezi din secolul al XVI-lea (Albatros, 2000) și John Keats, Poezii (Albatros, 2001).

## Premii
în 1992 a fost distins cu Premiul Uniunii Scriitorilor și cu Premiul Academiei Române, iar în 1997, la primul Festival Internațional de Poezie de la Oradea, i-a fost acordat Premiul Opera Omnia.